# 玛格丽特·加德纳
玛格丽特·伊莲·加德纳，AC，FASSA（英文：Margaret Elaine Gardner，1954年1月19日—），澳大利亚经济学家、教育家，毕业于悉尼大学，拥有澳大利亚勋章。曾担任昆士兰大学副校长、墨尔本皇家理工大学校长和莫纳什大学校长，現任澳大利亚維多利亞州總督。
2023年6月，當州長丹尼爾·安德魯斯宣佈她將出任新總督時，加德納即表明自己乃共和主義者。但同時她也指出總督一職於當代與殖民時期的職權已截然不同，且當君主制未被公投廢除，會尊重現行制度。
加德纳的丈夫Glyn Davis曾于2005年至2018年担任墨尔本大学校长 。